# Micrathyria almeidai
Micrathyria almeidai – gatunek ważki z rodziny ważkowatych (Libellulidae). Występuje na terenie Ameryki Południowej.